# Max Müller
Friedrich Maximilian Müller (Dessau, 6 de desembre de 1823 - 28 d'octubre de 1900) fou un filòleg, indòleg, mitòleg i orientalista alemany, fundador de la mitologia comparada.

## Biografia
Era fill del poeta romàntic Wilhelm Müller, amic de Felix Mendelssohn-Bartholdy; Carl Maria von Weber va ser el seu padrí.
Però en la Universitat de Leipzig va abandonar la música per la filologia, es va dedicar a l'estudi del sànscrit i de la mitologia índia i es va doctorar en filosofia en 1843 amb una tesi sobre l'Ètica de Baruch Spinoza. Arribaria a dominar el llatí i el grec, i a ser bastant competent en àrab, sànscrit i persa.

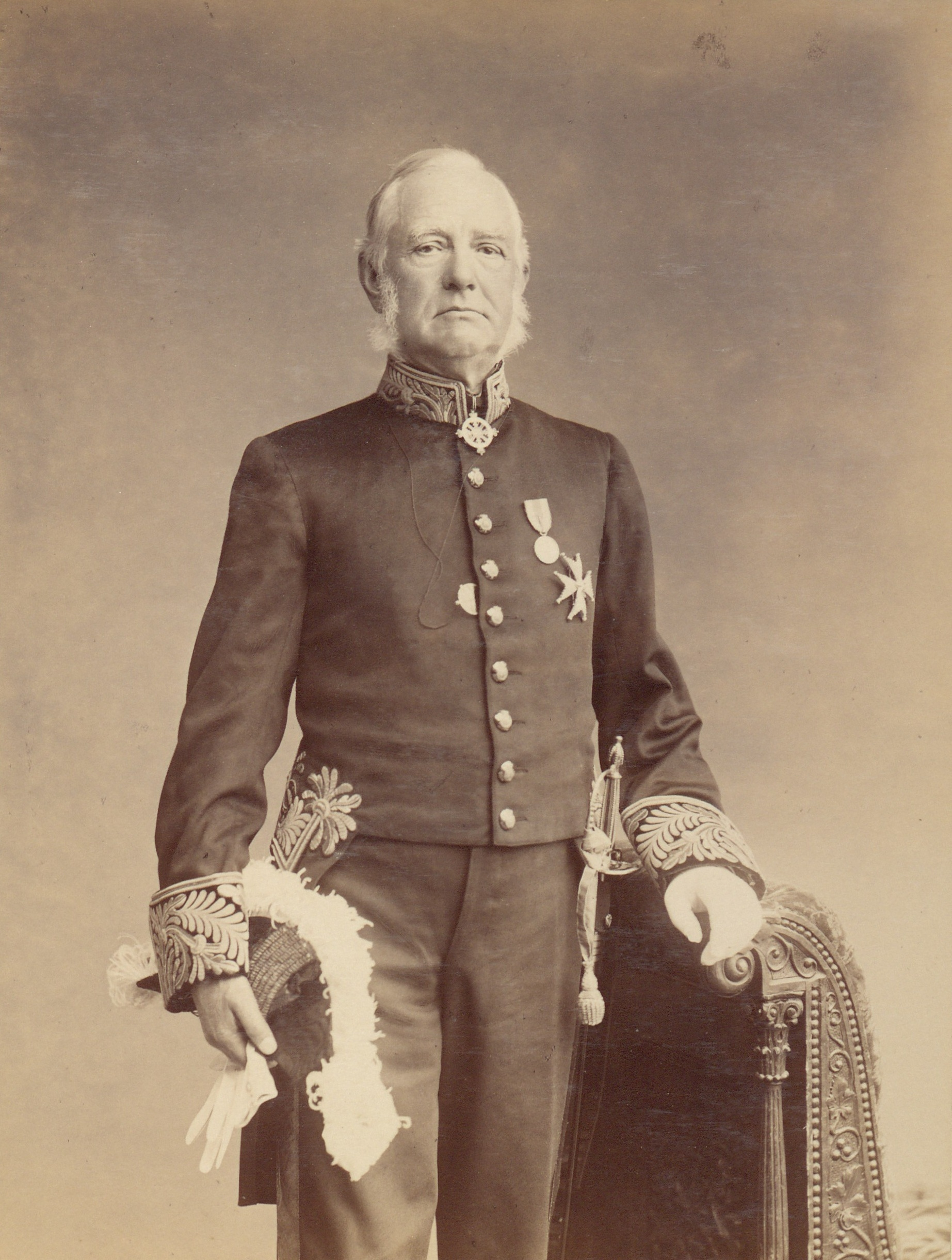
Müller c. 1890-1900

Marxà en 1844 a la Universitat de Berlín, on va estudiar amb Friedrich Schelling, per a qui va traduir els Upanishad, i amb el filòleg comparatista Franz Bopp; per aquests anys va donar a conèixer també la seva traducció a l'anglès del Hitopadesa, una col·lecció de rondalles i apòlegs, i en 1845 va viatjar a París per a estudiar sànscrit sota la tutela d'Eugène Burnouf, qui el va animar a traduir completament el Rig-veda usant els manuscrits que n'hi havia a Anglaterra. Amb aquest fi va viatjar a aquest país en 1846, i allí va romandre ja la resta de la seva vida.
En Londres va conèixer a Macaulay i la East India Company el va comissionar per a traduir el Rigveda a l'anglès, tasca que l'hauria d'ocupar durant gran part de la seva vida. En 1848 marxà a Oxford, on va continuar amb les seves traduccions de la literatura religiosa hindú, cinquanta volums que va publicar sota el títol general de Sacred Books of the East i que va començar a corregir en 1875. Aquests treballs li van reportar uns diners suficients per a viure amb comoditat.
Fou nomenat professor taylorià de llengües europees modernes, i després de teologia comparada (1868-1875). Analitzà els mites com a racionalitzacions dels fenòmens naturals o conats primitius de la ciència antiga (protociència, en la seva terminologia), segons una perspectiva evolucionista.
Aquest model és la part de la seva obra que més sembla haver envellit. Buscava sobretot estudiar en els textos vèdics els fonaments de les cultures indoeuropees en general. Va preparar una edició crítica del Rig-veda que el va tenir ocupat durant 25 anys (entre 1849 i 1874).
També va escriure novel·les, com ara German Love (Amor alemany), que va arribar a tenir cert èxit. Es relacionà amb intel·lectuals hindús com els dirigents del moviment Brahmo Samaj i les temptatives hindús de sincretisme.
Per a Müller, la cultura vèdica hindú representa una adoració de les forces naturals i els déus són forces actives de la naturalesa que han estat personalitzades; els fenòmens físics haurien estat així convertits en personatges. Müller va resumir la seva teoria dient que la mitologia és «una malaltia del llenguatge». Les paraules de processos naturals es van tornar descripcions d'éssers i narracions.
Els déus haurien doncs començat com a conceptes abans de ser usats com a noms propis, de manera que el déu pare dels indoeuropeus tindria diversos noms, Zeus, Júpiter, Dyaus Pitar, denominacions que provenen de la paraula indoeuropea diaus (que significa ‘lluentor’), que donà lloc a les paraules deva (sànscrit), deus (llatí), theos (grec) com a noms comuns per a un déu, i els noms propis Zeus i Iu-piter.
Així, una metàfora queda ossificada, com en certes idees de Nietzsche. Però Müller no va aplicar la seva crítica a totes les religions i considerava que el cristianisme era moralment superior a les cultures indostàniques que estudiava. No obstant això, les seves teories sobre les cultures àries originals no es van acompanyar de tesis racistes. És cèlebre la correspondència que va mantenir amb Ralph Waldo Emerson. Sostingué polèmiques contra Spiegel i Louis Jacolliot. Els seus articles i correspondència es troben dipositats en la Biblioteca Bodleiana d'Oxford.
Encara que es considera que Müller fou un gran defensor i valedor de la filosofia i la religió hindús, el seu Epistolari demostra que va ser un cristià fervorós i convençut, que menyspreava profundament la cultura indostànica, considerant-la primitiva, superada, degenerada, errònia, avorrida i infantil; esperava ingènuament que l'Índia podria convertir-se al cristianisme.

## Obres

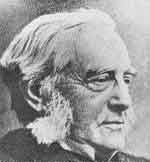
Max Mueller ancià

- A History of Ancient Sanskrit Literature So Far As It Illustrates the Primitive Religion of the Brahmans (1859)
- Lectures on the Science of Language (1864, 2 volums)
- Chips from a German Workshop (1867-75, 4 vols.)
- Introduction to the Science of Religion (1873)
- India, What can it Teach Us? (1883)
- Biographical Essays (1884)
- The Science of Thought (1887)
- Six Systems of Hindu Philosophy (1899)
- Gifford Lectures de 1888-1892 (Collected Works, treballs recopilats, vols. 1-4)
  - Natural Religion (1889)
  - Physical Religion (1891)
  - Anthropological Religion (1892)
  - Theosophy, or Psychological Religion (1893)
- Auld Lang Syne (1898), memorias
- My Autobiography: A Fragment (1901)
- The Life and Letters of the Right Honourable Friedrich Max Müller (1902, 2 vols.)